# Provincia di Terra di Lavoro (1806-1860)
La  provincia di Terra di Lavoro  fu una suddivisione amministrativa del Regno di Napoli e successivamente la II provincia del Regno delle Due Sicilie.

## Storia
Con la legge n. 132 dell’8 agosto 1806, intitolata Sulla divisione ed amministrazione delle province del Regno, il re Giuseppe Bonaparte avviò una profonda riforma della ripartizione territoriale del Regno di Napoli, ispirata al modello amministrativo francese. La legge prevedeva l’abolizione del sistema feudale e la soppressione dei preesistenti giustizierati, sostituiti da un nuovo assetto provinciale.
Tra il 1806 e il 1811, una serie di regi decreti completò il processo di istituzione delle province, definendo in dettaglio i confini territoriali, l’elenco dei comuni inclusi, e la suddivisione interna in distretti e circondari.

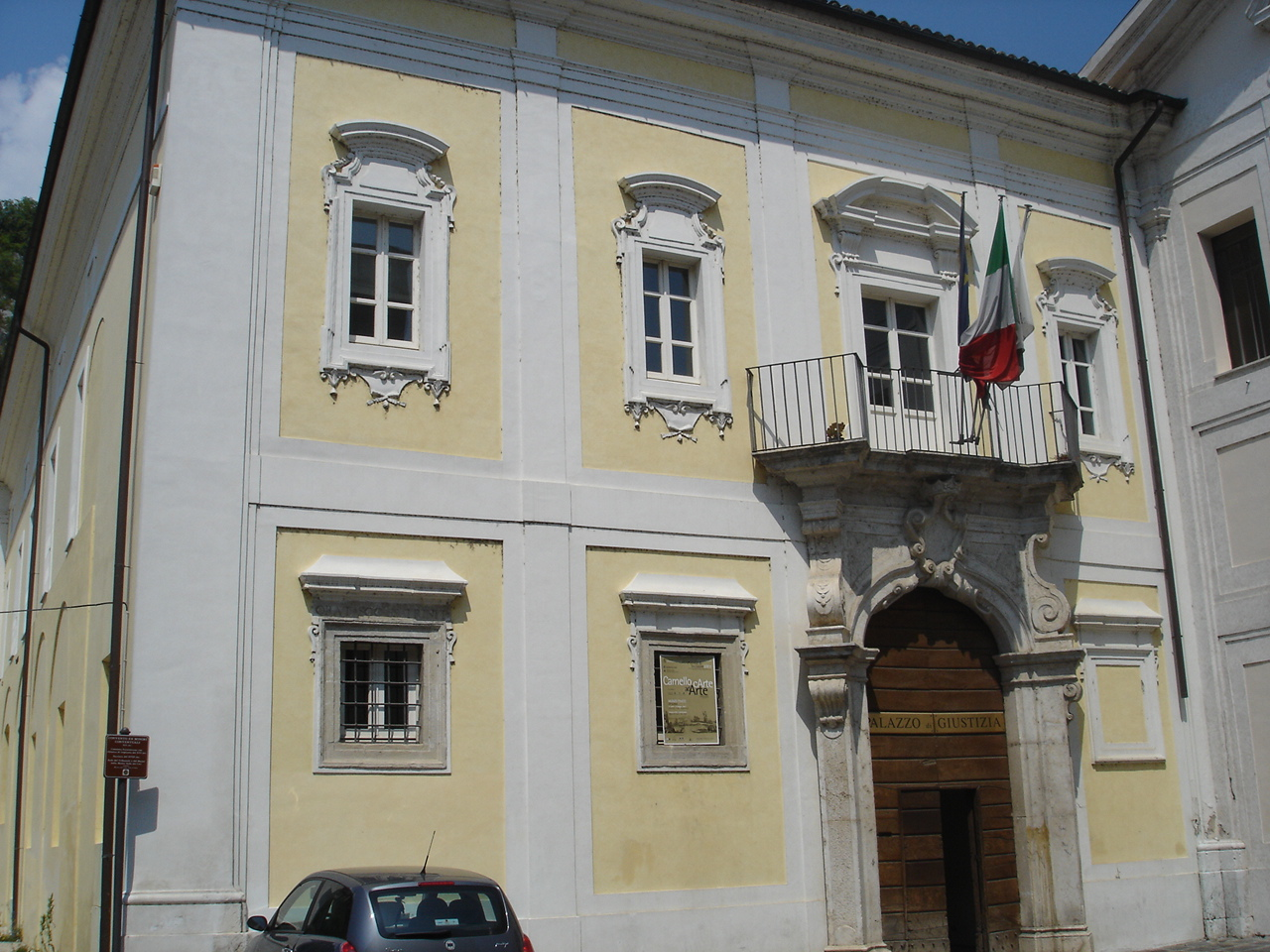
La sede storica della sottointendenza di Sora, ora sede del Museo della media valle del Liri, 2007

Nel caso della "nuova" provincia di Terra di Lavoro, la riforma comportò un sensibile ridimensionamento rispetto al precedente giustizierato omonimo. Pur conservando l’enclave di Pontecorvo, la provincia perse una parte significativa del suo territorio a seguito della creazione della provincia di Napoli. Furono infatti distaccati e annessi a quest’ultima numerosi comuni attraversati dai Regi Lagni, nonché l’area dei Campi Flegrei, la penisola sorrentina, la città di Napoli stessa e i centri dell’area vesuviana. La nuova provincia fu così pensata per conferire alla capitale del Regno una propria unità amministrativa di riferimento.
Con la restaurazione borbonica, l’organizzazione amministrativa fu ridefinita a partire dal 1º gennaio 1817, in virtù della Legge riguardante la circoscrizione amministrativa delle Provincie dei Reali Domini di qua del Faro, emanata il 1º maggio 1816.
Dal 1806 al 1818 il capoluogo della provincia fu Capua, dove la sede degli organi amministrativi fu stabilita presso il cosiddetto Palazzo Antignano. Nel 1818, tuttavia, la città di Caserta fu designata come nuovo capoluogo provinciale e gli uffici amministrativi furono trasferiti nel palazzo reale.
Il 17 dicembre 1860, attraverso il Regio Decreto n. 4498 sull’annessione delle province napoletane al Regno di Sardegna, la provincia di Terra di Lavoro venne soppressa insieme alle altre province del Regno e il territorio venne ufficialmente annesso al Regno di Sardegna.

## Suddivisione amministrativa

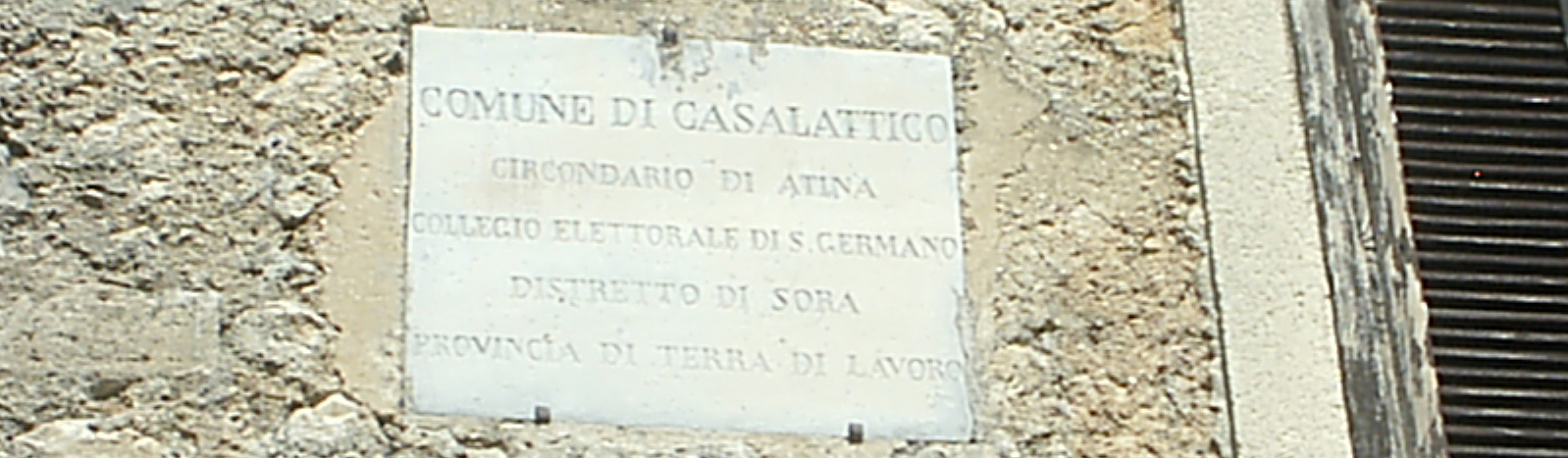
Targa storica all'ingresso di Casalattico, in provincia di Frosinone, già in provincia di Terra di Lavoro, 2007

La provincia era suddivisa in successivi livelli amministrativi, gerarchicamente dipendenti dal precedente. Al livello immediatamente successivo alla provincia, vi erano i distretti che, a loro volta, erano suddivisi in circondari. I circondari erano costituiti dai comuni, l'unità di base della struttura politico-amministrativa dello Stato moderno, ai quali potevano far capo i villaggi, centri a carattere prevalentemente rurale.
La provincia comprendeva 5 distretti, suddivisi complessivamente in 49 circondari, 233 comuni e 315 villaggi. Nel 1860, le suddivisioni risultavano essere le seguenti:
- Distretto di Caserta, istituito nel 1818 in sostituzione del distretto di Capua[5];
- Distretto di Gaeta;
- Distretto di Sora;
- Distretto di Nola, istituito nel 1810 per distacco dal distretto di Capua[6];
- Distretto di Piedimonte d'Alife, istituito nel 1811 per distacco dal distretto di Capua[6].

## Intendenti
Elenco degli intendenti della provincia di Terra di Lavoro durante il Regno di Napoli ed il Regno delle Due Sicilie:

### Regno di Napoli (1806 – 1814)
| Nome e cognome                | Inizio dell'incarico | Fine dell'incarico |
| ----------------------------- | -------------------- | ------------------ |
| Lelio Parisi                  | 1806                 | 1808               |
| Giulio Mastrilli              | 1808                 | 1809               |
| Luigi Macedonio               | 1809                 | 1809               |
| Michele Bassi, duca di Alanno | 1809                 | 1815               |

### Regno di Napoli (1814 – 1816)
| Nome e cognome         | Inizio dell'incarico | Fine dell'incarico |
| ---------------------- | -------------------- | ------------------ |
| Giambattista Colajanni | 1815                 | 1816               |

### Regno delle Due Sicilie (1816 – 1860)
| Nome e cognome           | Inizio dell'incarico | Fine dell'incarico |
| ------------------------ | -------------------- | ------------------ |
| Michele Filangieri       | 1816                 | 1818               |
| Costantino Filippi       | 1818                 | 1820               |
| Domenico Capece Zurlo    | 1820                 | 1821               |
| Domenico Cacace          | 1821                 | 1821               |
| Costantino Filippi       | 1821                 | 1821               |
| Marchese di Sant'Agapito | 1821                 | 1834               |
| Michele Pandolfelli      | 1834                 | 1837               |
| Domenico Capece Zurlo    | 1838                 | 1846               |
| Marchese Della Cerda     | 1846                 | 1847               |
| Gaetano Lotti            | 1847                 | 1848               |
| Giacomo Ciardulli        | 1848                 | 1849               |
| Giuseppe De Marco        | 1849                 | 1859               |
| Salvatore Mandarini      | 1859                 | 1860               |
| Francesco Viti           | 1860                 | 1860               |